# Alexandra Kamieniecki
Alexandra „Ola” Kamieniecki (ur. 1 września 1996 w Calgary) – polska łyżwiarka figurowa, startująca w konkurencji solistek. Uczestniczka mistrzostw świata juniorów, mistrzyni Polski (2012).

## Osiągnięcia
| Zawody                                | 10–11                                 | 11–12                                 | 13–14                                 |                                       |                                       |                                       |                                       |                                       |                                       |                                       |                                       |                                       |                                       |                                       |                                       |                                       |                                       |                                       |
| Międzynarodowe: Kategorie młodzieżowe | Międzynarodowe: Kategorie młodzieżowe | Międzynarodowe: Kategorie młodzieżowe | Międzynarodowe: Kategorie młodzieżowe | Międzynarodowe: Kategorie młodzieżowe | Międzynarodowe: Kategorie młodzieżowe | Międzynarodowe: Kategorie młodzieżowe | Międzynarodowe: Kategorie młodzieżowe | Międzynarodowe: Kategorie młodzieżowe | Międzynarodowe: Kategorie młodzieżowe | Międzynarodowe: Kategorie młodzieżowe | Międzynarodowe: Kategorie młodzieżowe | Międzynarodowe: Kategorie młodzieżowe | Międzynarodowe: Kategorie młodzieżowe | Międzynarodowe: Kategorie młodzieżowe | Międzynarodowe: Kategorie młodzieżowe | Międzynarodowe: Kategorie młodzieżowe | Międzynarodowe: Kategorie młodzieżowe | Międzynarodowe: Kategorie młodzieżowe |
| ------------------------------------- | ------------------------------------- | ------------------------------------- | ------------------------------------- | ------------------------------------- | ------------------------------------- | ------------------------------------- | ------------------------------------- | ------------------------------------- | ------------------------------------- | ------------------------------------- | ------------------------------------- | ------------------------------------- | ------------------------------------- | ------------------------------------- | ------------------------------------- | ------------------------------------- | ------------------------------------- | ------------------------------------- |
| Mistrzostwa świata juniorów           | 27                                    | 33                                    |                                       |                                       |                                       |                                       |                                       |                                       |                                       |                                       |                                       |                                       |                                       |                                       |                                       |                                       |                                       |                                       |
| JGP w Austrii                         | 26                                    |                                       |                                       |                                       |                                       |                                       |                                       |                                       |                                       |                                       |                                       |                                       |                                       |                                       |                                       |                                       |                                       |                                       |
| JGP w Czechach                        | 16                                    |                                       |                                       |                                       |                                       |                                       |                                       |                                       |                                       |                                       |                                       |                                       |                                       |                                       |                                       |                                       |                                       |                                       |
| JGP w Estonii                         |                                       | 15                                    |                                       |                                       |                                       |                                       |                                       |                                       |                                       |                                       |                                       |                                       |                                       |                                       |                                       |                                       |                                       |                                       |
| JGP na Łotwie                         |                                       | 9                                     |                                       |                                       |                                       |                                       |                                       |                                       |                                       |                                       |                                       |                                       |                                       |                                       |                                       |                                       |                                       |                                       |
| Krajowe                               |                                       |                                       |                                       |                                       |                                       |                                       |                                       |                                       |                                       |                                       |                                       |                                       |                                       |                                       |                                       |                                       |                                       |                                       |
| Mistrzostwa Polski                    | 1 J                                   | 1                                     | 2                                     |                                       |                                       |                                       |                                       |                                       |                                       |                                       |                                       |                                       |                                       |                                       |                                       |                                       |                                       |                                       |